# Avilés (stad)

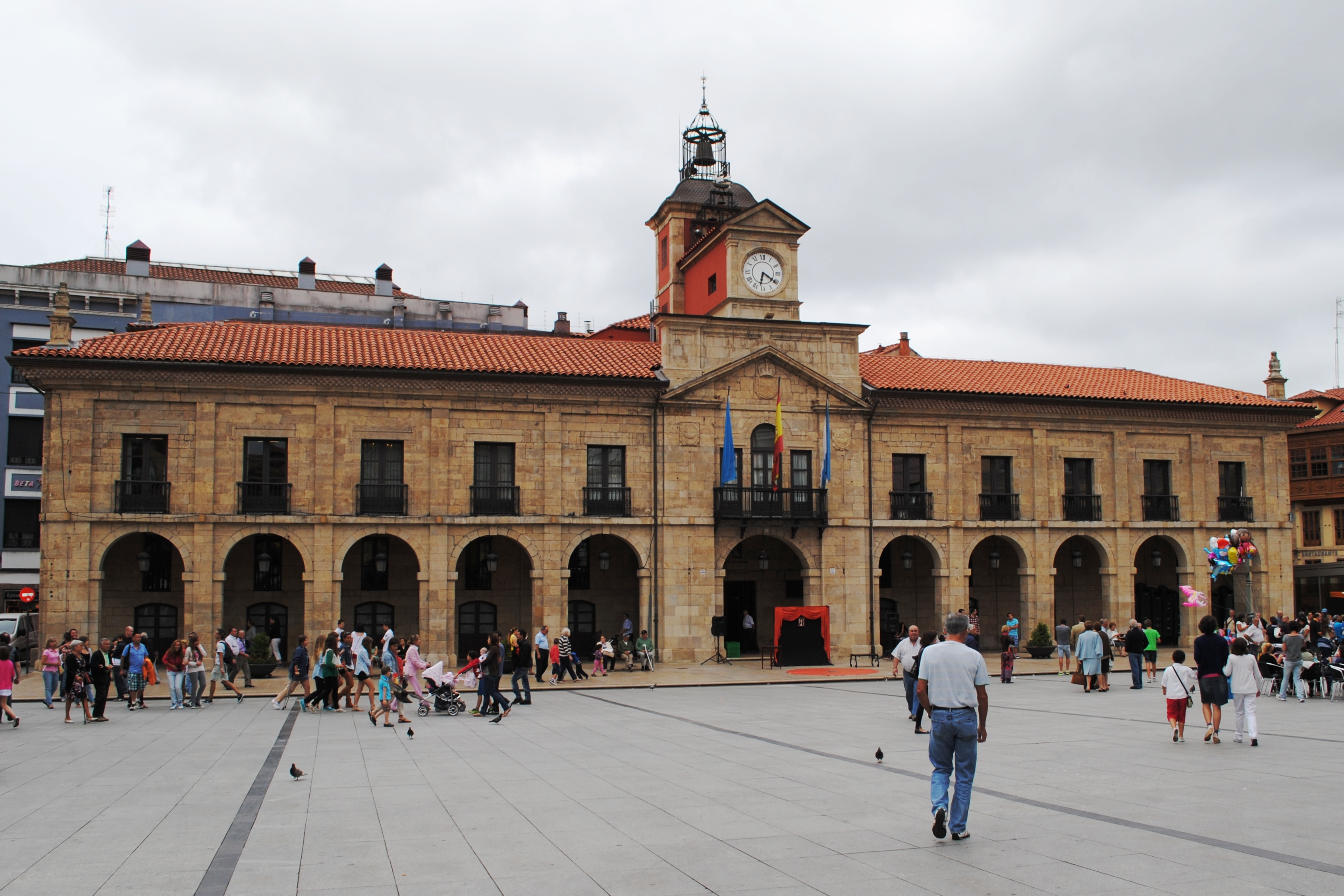
Het stadhuis van Avilés

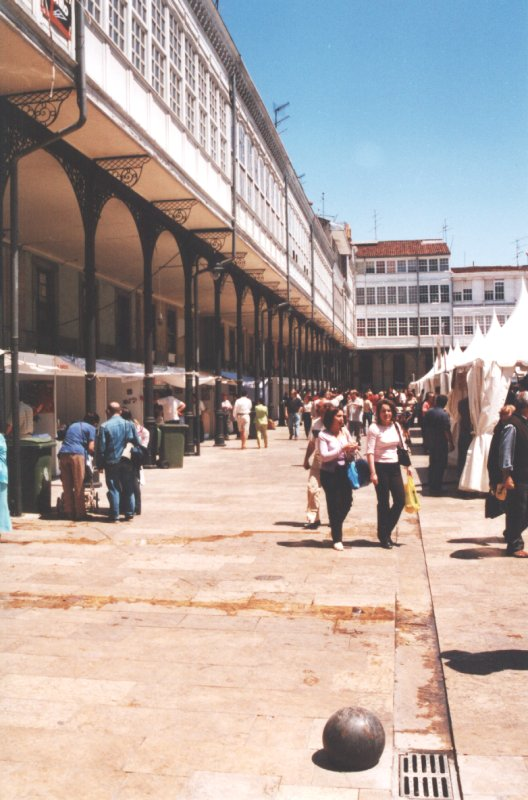
Het marktplein (Hermanos Orbón)

Avilés is een gemeente en havenstad in de Spaanse provincie en regio Asturië met een oppervlakte van 26,81 km². Avilés telt 80.114 inwoners (1 januari 2016) en is de hoofdstad van de comarca Avilés.

## Geografie
De gemeente Avilés is qua oppervlakte een relatief kleine gemeente en is gelegen in het centrale deel van de Asturische kust, zo'n 25 km van de havenstad Gijón in het oosten en 27 km van de Asturische hoofdstad Oviedo in het zuiden. Het grenst in het noorden aan de Golf van Biskaje, in het oosten aan Gozón, in het zuiden aan Corvera, en in het westen aan Castrillón en Illas. De belangrijkste woonkernen in de gemeente zijn Avilés zelf, Miranda, Heros, Caliero, Tabiella en Sablera.
Avilés is de op een na grootste havenstad en de grootste vissershaven van Asturië.

## Demografische ontwikkeling
Bron: INE; 1857-2011: volkstellingen

## Bezienswaardigheden
De stad kent vele bezienswaardigheden zoals de kerken Santo Tomás de Canterbury en de San Nicolás de Bari, die beiden uit de dertiende eeuw stammen. De namen laten de invloed zien van de handel in de Middeleeuwen. Er zijn ook enkele niet-religieuze monumenten, zoals het barokke paleis Camposagrando.
Verder is er het Museum Alfercam waar rond vierhonderd volksmuziek-instrumenten en dertig oldtimers worden getoond.

## Transport
Avilés bevindt zich op 13 km van de Luchthaven van Asturië. Deze is vanaf Avilés bereikbaar met de A-8. Avilés is verbonden met Oviedo, Gijón, A Coruña en Santander door de A-8 en AP-66. Bovendien is Avilés ook met Oviedo en Gijón door Cercanías Asturias verbonden.
| lijn | bestemmingen                             | bedrijf |
| ---- | ---------------------------------------- | ------- |
|      | Oviedo (Llamaquique) - San Juan de Nieva |         |
| F-4  | Gijón-Cercanías - Cudillero              | FEVE    |

## Geboren in Avilés
- Pedro Menéndez de Avilés (1519-1574), admiraal en verkenner
- Juan Carreño de Miranda (1614-1685), kunstschilder
- Julián Orbón (1925-1991), componist
- Yago Lamela (1977-2014), atleet
- Kily Álvarez (1984), voetballer
- David Rodríguez Lombán (1987), voetballer